# 富河沟门遗址
富河沟门遗址位于内蒙古自治区赤峰市巴林左旗富河镇富河沟门村北的向阳陡坡上，是一处新石器时代遗址，2013年被列为第七批全国重点文物保护单位。
1962年中国科学院考古研究所内蒙古工作队对富河沟门遗址进行了考古发掘，以该遗址命名了“富河文化”。2013年中国社会科学院考古研究所对该遗址进行了第二次发掘，发掘面积约180平方米，清理7座半地穴式房址，出土陶片、石器以及大量的动物骨骼和丰富的骨制品。近年有学者建议将“富河文化”改称为赵宝沟文化“西拉木伦河以北类型”。